# Joftān
Joftān (persiska: جَفتان, جَغتان, جفتان) är en ort i Iran.   Den ligger i provinsen Markazi, i den nordvästra delen av landet, 180 km sydväst om huvudstaden Teheran. Joftān ligger 1 534 meter över havet och antalet invånare är 182.
Terrängen runt Joftān är huvudsakligen kuperad, men åt nordost är den platt. Runt Joftān är det glesbefolkat, med 20 invånare per kvadratkilometer. Närmaste större samhälle är Qezeljeh, 12,8 km sydost om Joftān. Trakten runt Joftān består i huvudsak av gräsmarker.